# ادین براون
ادین براون (انگلیسی: Adin Brown؛ زادهٔ ۲۷ مهٔ ۱۹۷۸) یک بازیکن فوتبال اهل ایالات متحده آمریکا است.